# براين آدمز
براين آدمز (بالإنجليزية: Bryan Guy Adams) ولد بتاريخ 5 نوفمبر 1959, و هو مغنى وكاتب أغاني وعازف جيتار ومنتج وممثل ومصور كندى. يعد واحداً من الفانين الأكثر مبيعاً في العالم على الإطلاق كندي، من كينغستون، أونتاريو. ولد لأب بريطاني يعمل كدبلوماسي عسكري وأم تعمل في مجال الكيمياء. انتقلت العائلة بين بلدان عدة بسبب وظيفة الأب. انفصل الأبوان منذ منتصف السبعينات ليستقر مع أخيه الآخر لدى الأم في كندا.
بدأ الغناء عندما كان عمره 18 عاماً. من أشهر أغانيه Everything I Do و Heaven و Summer of '69، و Please Forgive Me, وأشهر ألبوماته Reckless.
باع حتى الآن أكثر من65 مليون ألبوم. براين آدمز نباتي وناشط في مجال الدفاع عن حقوق الحيوانات وكذلك البشر وضد القمع السياسي والجوع ولديه مؤسسة خاصة تحمل اسمه لهذه الأغراض.

## الأعمال الموسيقية
- Bryan Adams (عام 1980).
- You Want It You Got It (عام 1981).
- Cuts Like a Knife (عام 1983).
- Reckless (عام 1984).
- Into the Fire (عام 1987).
- Waking up the Neighbours (عام 1991).
- 18till I Die (عام 1996).
- On a Day Like Today (عام 1998).
- اغاني فيلم ديزني Spirit Stallion of the Cimarron (عام 2002).
- Room Service (عام 2004).
- 11 (عام 2008)

## وصلات خارجية
- براين آدمز على موقع IMDb (الإنجليزية)
- براين آدمز على موقع الموسوعة البريطانية (الإنجليزية)
- براين آدمز على موقع ألو سيني (الفرنسية)
- براين آدمز على موقع ميوزك برينز (الإنجليزية)
- براين آدمز على موقع رولينغ ستون (الإنجليزية)
- براين آدمز على موقع أول موفي (الإنجليزية)
- براين آدمز على موقع قاعدة بيانات برودواي على الإنترنت (الإنجليزية)
- براين آدمز على موقع قاعدة بيانات الأفلام السويدية (السويدية)
- براين آدمز على موقع إن إن دي بي (الإنجليزية)
- براين آدمز على موقع ديسكوغز (الإنجليزية)
- موقع براين آدمز الرسمي